# Samuel Chotzinoff

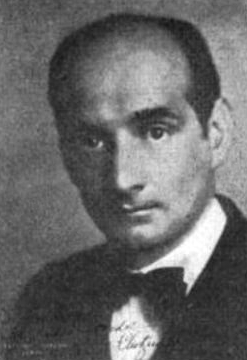

Samuel Chotzinoff (* um 1889 in Wizebsk; † 9. Februar 1964 in New York City, New York) war ein US-amerikanischer Musikkritiker und -schriftsteller, Musikproduzent, Pianist und Musical-Autor.
Nach dem autobiografischen Buch The Lost Paradis wurde Chotzinoff um 1889 geboren, später bestimmte er als seinen Geburtstag den 4. Juli, das Datum der Unabhängigkeitserklärung der Vereinigten Staaten.
Chotzinoff unterrichtete in den 1930er Jahren am Curtis Institute of Music. Später gründete er die NBC Opera Company und war Leiter der Musikabteilung der NBC. 1939 beauftragte er Gian Carlo Menotti mit der Komposition der Rundfunkoper The Old Maid and the Thief, die im April des Jahres uraufgeführt wurde. 1958 entstand Menottis Maria Golovin. 1963 produzierte er eine neue Fernsehfassung von Menottis Oper Amahl and the Night Visitors.
Chotzinoff verfasste eine Autobiografie und ein Porträt von Arturo Toscanini sowie als Co-Autor zwei Broadway-Musicals und veröffentlichte zahlreiche Musikkritiken. Als Pianist war er seit 1919 Begleiter von Jascha Heifetz, mit dessen Schwester er verheiratet war. Sein Sohn war der Musikkritiker Blair Chotzinoff.

## Schriften
- A Lost Paradise. Early Reminiscences. London 1956
- Toscanini. An intimate portrait. New York, 1956 (auf deutsch Wiesbaden 1956)
- Eroica: A Novel Based on the Life of Ludwig Van Beethoven

## Musicals
- Honeymoon, 1932, mit George Backer[1]
- Wunderkind, 1932, mit Gretchen Damrosch Finletter[2]